# Julian Żołnierkiewicz
Julian Żołnierkiewicz (ur. 23 maja 1931 w Odcedzie woj. nowogródzkie (obecnie Białoruś), ochrzczony w kościele św. Kazimierza w Stołpcach, zm. 25 października 2013 w Olsztynie) – ksiądz katolicki, doktor socjologii, wieloletni proboszcz w parafii Najświętszego Serca Pana Jezusa w Olsztynie. Ojciec – Leon Żołnierkiewicz, matka – Janina z domu Żywicka, brat – Jan Żołnierkiewicz (wieloletni proboszcz parafii Matki Boskiej Nieustającej Pomocy w Malborku).

## Życiorys

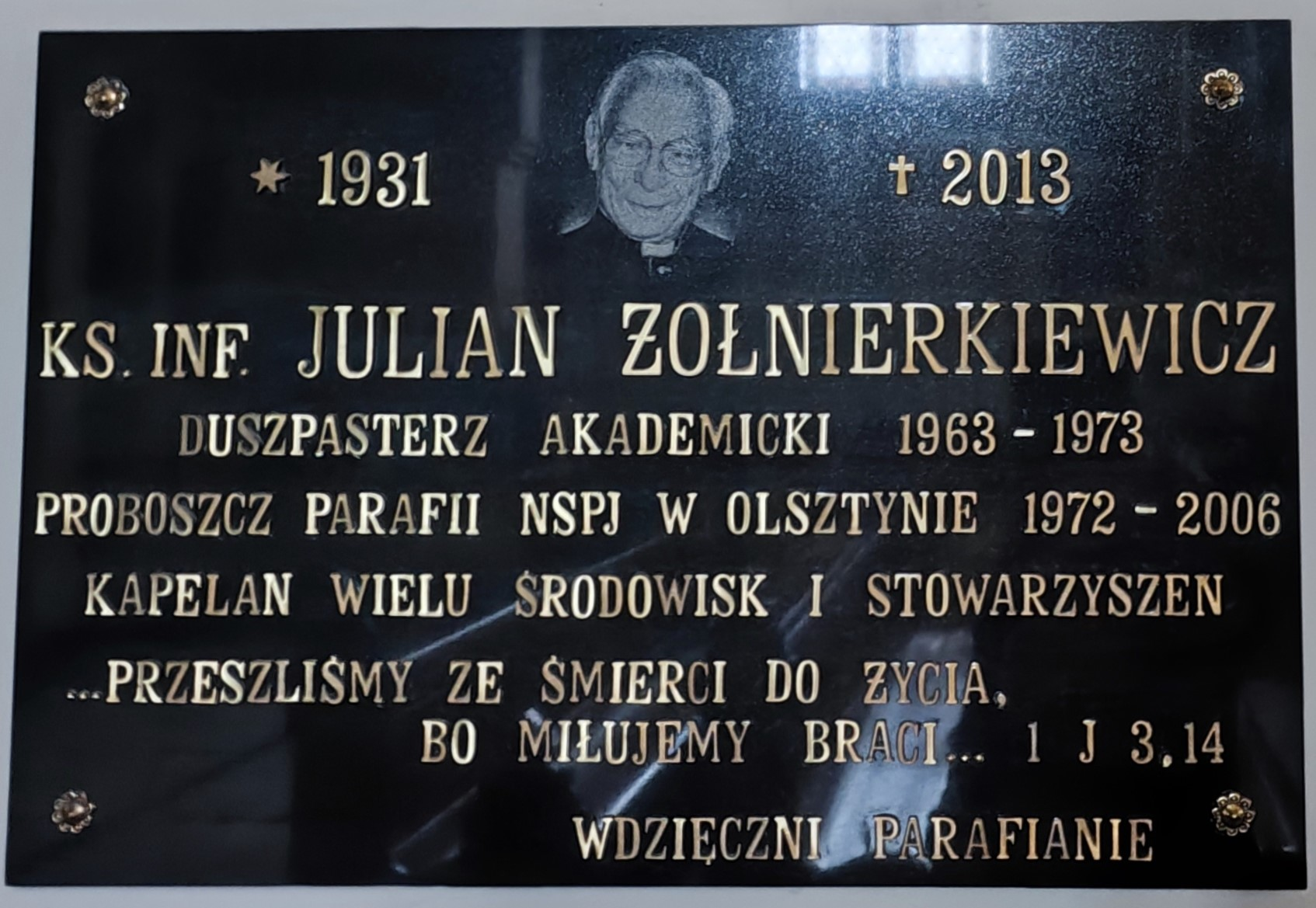
Tablica pamiątkowa w kościele Najświętszego Serca PJ w Olsztynie

Infułat Archidiecezji Warmińskiej, Archiprezbiter olsztyński, Członek Rady Kapłańskiej, członek Kolegium Konsulatorów, członek Rady ds. Ekonomicznych, Rady Duszpasterskiej oraz Archidiecezjalnej Komisji Sztuki, opiekun Warmińskiego Klubu Katolików, asystent kościelny NSZZ „Solidarność”, Rodziny Katyńskiej, Światowego Związku AK i Stowarzyszenia „Pomoc dzieciom”. W 1992 roku mianowany przez papieża Jana Pawła II protonotariuszem apostolskim supra numerum.
W dniu 10 kwietnia 2010 tuż po Katastrofie samolotu prezydenckiego w zastępstwie za biskupa polowego WP Tadeusza Płoskiego, który zginął w tej katastrofie, odprawiał na cmentarzu wojskowym w Katyniu mszę świętą w intencji żołnierzy – ofiar zbrodni, a także ofiar katastrofy.
Uczęszczał do szkoły w Stołpcach. Po wojnie wraz z rodziną przeniósł się do Olecka. Po maturze początkowo chciał zostać leśnikiem. W 1951 r. rozpoczął naukę w seminarium duchownym Hosjanum. Święcenia kapłańskie przyjął w 1956 r. Był przez trzy lata wikariuszem w Ełku. W 1959 r. osiadł w Olsztynie. Od 1972 r. związany z kościołem pw. Najświętszego Serca Pana Jezusa. Był duszpasterzem akademickim, a w 1980 r. został kapelanem Solidarności, wspierał olsztyńska opozycję. PO 1989 r. wspomagał tworzenie najważniejszych kombatanckich organizacji kresowych oraz Warmińskiego Klubu Katolików.
W ostatniej drodze towarzyszyło mu tysiące wiernych. Pochowany na cmentarzu komunalnym w Olsztynie przy głównej alei, w kwaterze najbardziej zasłużonych mieszkańców, obok Stanisława Piechockiego.

## Nagrody i wyróżnienia
- Jury Nagrody Regionalnej im. Michała Lengowskiego (ufundowanej przez Stowarzyszenie „Civitas Christiana”) przyznało mu nagrodę za „pracę duszpasterską na wielu polach oraz wspieranie katolików świeckich w ich służbie Ojczyźnie i społeczności lokalnej”.
- Krajowy Zjazd Delegatów NSZZ „Solidarność” nadał mu tytuł Honorowego Członka NSZZ „Solidarność” (2000 r.)
- Minister kultury i dziedzictwa narodowego, jako osobie zaangażowanej w funkcjonowanie niezależnych wydawnictw, przyznał odznakę „Zasłużony Działacz Kultury” (2000)
- Kapituła medalu „Znak Solidarności” w 2001 r., w dwudziesta rocznicę stanu wojennego, przyznała mu „Znak Solidarności” za pomoc okazywaną represjonowanym w okresie stanu wojennego, m.in. umożliwienie schronienia represjonowanym w plebanii, podtrzymywanie na duchu represjonowanych oraz organizowanie pomocy materialnej.

## Kalendarium
- 1937–1939 – dwie klasy w szkole polskiej
- przeprowadzka do domu w Stopłcach
- 1939–1941 – dwie klasy szkoły sowieckiej
- 1941–1944 – trzy klasy szkoły białorusko-niemieckiej
- 1941–1946 – kolejne dwie klasy w szkole sowieckiej
- 1946 (sierpień) – wyjazd do Polski i zamieszkanie w Olecku
- 1946–1951 – nauka w szkole ogólnokształcącej i matura
- 1951-1956 – studia z filozofii i teologii w Wyższym Seminarium Duchownym „Hosianum” w Olsztynie
- 24 czerwca 1956 – święcenia kapłańskie
- 1956-1959 – wikariusz w parafii św. Wojciecha w Ełku
- 1959-1968 – wikariusz w NSJ w Olsztynie
- 1961-1968 – diecezjalny referent młodzieży męskiej
- 1963-1973 – duszpasterz akademicki (Olsztyn)
- 1968-1973 – referent do spraw młodzieży w diecezji warmińskiej
- 1968 – mianowany przez papieża Pawła VI Kapelanem Honorowym Jego Świątobliwości
- 1968-1972 – prefekt w parafii NSJ w Olsztynie
- 1969-1972 – wizytator nauczania religii
- W latach 1972–1990 zarejestrowany (bez zgody i jego wiedzy) przez Wydział IV SB KW MO w Olsztynie, jako TW „Marek” (AIPN, karta EO-4/68; AIPN Bi, dziennik rejestracyjny WUSW w Olsztynie, poz. 5451)[4][5].
- 1977-1997 wykładowca Katolickiej Nauki Społecznej i Socjologii w Instytucie Teologiczno-Historycznym w Olsztynie, Fili Papieskiej Akademii Teologicznej w Krakowie
- 1978 – doktorat z socjologii na Akademii Teologii Katolickiej w Warszawie
- 1979 – współzałożyciel Olsztyńskiego Klubu Inteligencji Katolickiej
- 1980 – biskup warmiński Józef Glemp powierzył mu pieczę duchową nad tworzącym się ruchem związkowo-społecznym „Solidarność”
- 1982 – dziekan dekanatu Olsztyn-Południe
- 1983 – duszpasterz inteligencji miasta Olsztyn (po zawieszeniu KIK-u w stanie wojennym)
- 1985 – dziekan dekanatu Olsztyn-Śródmieście i archiprezbiter olsztyński
- 1985 – diecezjalny duszpasterz ludzi pracy, kanonik generalny Kapituły Warmińskiej
- 1989 – kapelan Aresztu Śledczego w Olsztynie, a od 1994 również archidiecezjalny kapelan więziennictwa i straży pożarnej,
- 1992 – mianowany przez papieża Jana Pawła II protonotariuszem apostolskim
- 1994 – powołał Stowarzyszenie „Pomoc Dzieciom” i Dom Dziennego Pobytu Dziecka „Arka”
- 2001 (grudzień) – Generał Suwerennego Zakonu Szpitalików św. Jana Jerozolimskiego, zwanego Rodyjskim i Maltańskim, przyjęty do zakonu jako Kapelan Konwentualny ad honorem z przynależnością do Związku Polskich Kawalerów Maltańskich.